# Buenaventura (ort i Colombia, Valle del Cauca, lat 3,58, long -77,00)
Buenaventura är en ort i Colombia.   Den ligger i departementet Valle del Cauca, i den västra delen av landet, 300 km väster om huvudstaden Bogotá. Buenaventura ligger 7 meter över havet och antalet invånare är 24 842.
Terrängen runt Buenaventura är varierad. Buenaventura ligger nere i en dal. Runt Buenaventura är det ganska glesbefolkat, med 47 invånare per kvadratkilometer. Det finns inga andra samhällen i närheten. I omgivningarna runt Buenaventura växer i huvudsak städsegrön lövskog.